# Skitch Henderson
Skitch Henderson, pseudonimo di Lyle Russel Henderson (Halstad, 27 gennaio 1918 – New Milford, 1º novembre 2005), è stato un pianista, direttore d'orchestra e compositore statunitense; il suo soprannome "Skitch" deriva dalla sua capacità di "ri-arrangiare" una canzone in una chiave diversa.

## Primi anni
Lyle "Skitch" Henderson nacque in una fattoria vicino ad Halstad, nel Minnesota, da Joseph e Josephine Henderson, entrambi di origine norvegese. Sua madre morì poco dopo la sua nascita e fu poi mandato a vivere con la zia Hattie Henderson Gift e lo zio Frank Gift, che lo allevarono. Lei gli insegnò il piano, a partire dall'età di quattro anni. Sebbene non abbia ricevuto un'educazione formale di conservatorio in musica, Henderson ricevette una formazione classica sotto la guida di Fritz Reiner, Albert Coates, Arnold Schönberg, Ernst Toch e Arturo Toscanini, che lo invitò a dirigere la NBC Symphony Orchestra. Henderson avrebbe più tardi raccontato di essersi fatto le ossa suonando nelle taverne con cantanti famosi dell'epoca.

## Cinema
Dopo aver iniziato la sua carriera professionale negli anni trenta suonando il pianoforte nelle strade del Midwest americano, la maggiore occasione di Henderson arrivò quando era un accompagnatore in un tour promozionale MGM del 1937 con Judy Garland e Mickey Rooney. Henderson in seguito disse che come membro del dipartimento musicale della MGM, lavorò con la Garland per imparare "Over the Rainbow" durante le prove per Il mago di Oz e suonò il pianoforte per la sua prima esibizione pubblica della canzone in una discoteca locale prima ancora che il film fosse terminato. Tuttavia, questo resoconto è in disaccordo con le memorie del compositore della melodia, Harold Arlen, che dichiarò di aver eseguito la canzone per la Garland quattordicenne.

## Radio
Blue Network Varieties, che iniziò il 20 maggio 1940 sulla rete Pacific Blue della NBC, includeva Henderson come responsabile della musica, che dirigeva "un nuovo gruppo strumentale".
Dopo la guerra, Henderson lavorò per la NBC Radio Network, dove era il direttore musicale per Light-Up Time di Frank Sinatra. Fu anche l'accompagnatore di Philco Radio Time con Bing Crosby nella nuova rete ABC. Henderson ha anche suonato nello Show Pepsodent di Bob Hope.
Nel 1946 Henderson e il Golden Gate Quartet si esibirono in un programma sostitutivo estivo di 13 settimane sulla NBC, sponsorizzato dalle Old Gold cigarettes.
Nel 1950 Henderson condusse un programma di disc jockey sulla WNBC a New York City.
Henderson registrò anche trascrizioni per il servizio Capitol Transcriptions.

## Problemi legali
È stato incriminato il 2 luglio 1974, con l'accusa di evasione fiscale per gli anni 1969 e 1970, riguardo a rivendicazioni sul valore (presumibilmente 350000 $) di una biblioteca musicale che aveva donato all'Università del Wisconsin-Madison. Affermò inoltre di aver consultato, per quanto riguarda il valore della sua collezione, Leonard Bernstein e Henry Mancini, entrambi i quali hanno negato questo fatto. Anche una firma su una lettera di accettazione del direttore della biblioteca fu considerata un falso.
Henderson fu il 17 gennaio 1975 a 6 mesi di carcere e multato di 10000 $. Iniziò a scontare la sua pena in un carcere federale di minima sicurezza il 9 aprile 1975 e fu rilasciato dopo quattro mesi, il 4 agosto 1975.

## Carriera da direttore d'orchestra
Nel 1983 fondò l'orchestra The New York Pops, che ha per sede la Carnegie Hall di New York City. Ha lavorato come direttore musicale e direttore d'orchestra fino alla sua morte nel 2005. Henderson ha anche diretto numerose orchestre sinfoniche in tutto il mondo.
Il suo lavoro radiofonico ha compreso:
- California Melodies debutto 1940, Mutual, KHJ
- Songs by Sinatra 1946
- I Deal in Crime 1946, ABC
- Philco Radio Time con Bing Crosby 1946, ABC
- Best of All 1954, NBC
- United States Air Force Presents 1969
- Skitch Henderson With the Music Makers

## Televisione
In una carriera alla NBC estesa dal 1951 al 1966, è succeduto ad Arturo Toscanini come direttore musicale della NBC Television ed è stato il direttore originale delle orchestre di The Tonight Show e The Today Show.
Henderson è stato il bandleader originale del The Tonight Show con il conduttore e fondatore Steve Allen (così come per lo spettacolo di varietà della domenica sera di Allen), poi tornò al Tonight dopo la partenza del conduttore Jack Paar e del suo direttore d'orchestra José Melis. Henderson lasciò Tonight di nuovo nel 1966, durante i primi anni di Johnny Carson come conduttore e fu sostituito prima da Milton DeLugg e poi dal trombettista Doc Severinsen, che guidò l'orchestra della NBC fino al ritiro di Carson nel 1992.

## Programmi televisivi
- Match Game, 1962–1963
- Password, 5 episodi, 1967
- Faye Emerson's Wonderful Town, co-conduttore, 1951-1952

## Filmografia
- Act One, scritto e diretto da Dore Schary (1963)

Ha anche scritto "Baby Made a Change in Me" per il film del 1948 "On Our Merry Way".

## Registrazioni
Nel 1946 Henderson formò la sua orchestra e firmò un contratto con la Capitol Records. Tra le sue centinaia di registrazioni, dall'epoca dei 78 ai DVD, c'erano due pubblicazioni recenti come pianista per la Arbors Records. I due album erano Swinging With Strings e Legends (con Bucky Pizzarelli). Ha anche lavorato come direttore d'orchestra dei The New York Pops con Maureen McGovern in With a Song in My Heart: The Great Songs of Richard Rodgers per Reader's Digest e Centaur Records.
Ha diretto una registrazione del 1963 per la RCA di Porgy and Bess di George Gershwin con Leontyne Price e William Warfield, che ha vinto un Grammy.

## Vita privata
Henderson sposò l'attrice cinematografica e personalità televisiva Faye Emerson nel 1950. Divorziarono sette anni dopo. Ha poi sposato Ruth Einsiedel nel 1958 ed ha avuto due figli, Hans e Heidi. Hans è stato sposato con Sandra Watson per 18 anni, prima di divorziare nel 2000. Heidi è stata sposata con l'attore William Hurt dal 1989 al 1992 e hanno due figli. Skitch e Ruth Henderson hanno posseduto e gestito "The Silo", un rinomato negozio, galleria d'arte e scuola di cucina a New Milford, Connecticut, dal 1972 fino alla sua morte.
Nel 2003 Ruth e Skitch Henderson hanno co-fondato l'Hunt Hill Farm Trust, uno sforzo per preservare la terra e gli edifici della loro fattoria e per celebrare l'artigianato americano nella musica, nell'arte e nella letteratura attraverso la creazione di un museo vivente.

## Premi ed onorificenze
Un'affiliazione con la Smithsonian Institution ha portato alla mostra inaugurale del Trust: Skitch Henderson: A Man and His Music. Il 29 gennaio 2005 lo Smithsonian gli ha conferito la James Smithson Bicentennial Medal in riconoscimento dei suoi contributi alla cultura americana.
Nel 1997 Henderson è stato premiato per il ruolo vitale che ha svolto nella vita culturale di New York ricevendo l'Handel Medallion, assegnato dalla città di New York.
È stato anche il destinatario di tre lauree ad honorem: dal St. Thomas Aquinas College, dall'Università della Florida Meridionale e dalla Western Connecticut State University.

## Varie
La Retro Swing Band presso l'Università del Wisconsin suona arrangiamenti dal The Tonight Show e dalla BBC Dance Band inclusa nella Skitch Henderson Collection presso la Mills Music Library.
Henderson era noto per la sua risata unica nel Carson show. Oltre alla famosa risata di Ed McMahon, si poteva spesso sentire anche Henderson ridere in pista, così: "Hoo-hoo-hoo!".